# 安条克的亚历山德罗斯
安条克的亚历山德罗斯（希臘語：Ἀλέξανδρος，公元前2世纪-公元前1世纪）是希腊化时代的希腊雕塑家。著名的雕像米洛的维纳斯被认为是他的作品。

## 生活
亚历山德罗斯似乎是一位接受委托创作的流浪艺术家。根据希腊赫利孔山附近的泰斯皮亚古城发现的铭文得知，他曾是作曲和歌唱比赛的获胜者。这些公元前80年的铭文中提到，他父亲的名字是梅尼德斯。据信，亚历山德罗斯还雕刻了一尊亚历山大大帝的雕像，这座雕像发现于希腊的米洛斯岛，目前也收藏在卢浮宫。除此之外，有关亚历山德罗斯的信息极少，他的出生和死亡日期不详。
亚历山德罗斯如今因卢浮宫的米洛的维纳斯而闻名。这一结论源于雕塑底座上的铭文，该底座曾是雕像的一部分，但遗憾的是，在1820年代的卢浮宫因博物馆政治和民族自豪感催生出的一系列运动中，雕像的底座被移除，随后便遗失了。值得一提的是，雕像底座上的铭文的及其字体风格令人怀疑该雕像其实是阿提卡雕塑巨匠普拉克西特列斯的作品。